# Кандымов, Юнус Уразович
Юну́с Ура́зович Канды́мов (Канды́м) (крымскотат. Yunus Qandım, Юнус Къандым; 4 сентября 1959, Аккурган — 20 марта 2005, Симферополь) — крымскотатарский поэт, прозаик, переводчик, публицист, литературовед, историк. Заслуженный деятель искусств Украины (2000).

## Биография
Родился 4 сентября 1959 года в селе Аккурган Аккурганского района Ташкентской области Республики Узбекистан.
Проходил службу в Советской армии возле Жёлтых Вод (1981—1983), заинтересовался украинским языком и литературой, историей украинско-крымскотатарских общественно-культурных взаимоотношений.
1981—1989 — корреспондент, заведующий отделом крымскотатарской газеты «Ленинское знамя» (Ташкент).
После окончания Ташкентского государственного педагогического института имени Низами (отделение крымскотатарского языка и литературы) с 1981 по 1989 год работал в редакции республиканской крымскотатарской газеты «Ленин байрагъы» («Ленинское знамя»).
В 1989 году приехал в Крым.
Деятельность в Крыму:
- 1989—1993 — корреспондент газет «Достлукъ» («Дружба») и «Янъы дюнья» («Новый мир»);
- 1993—1996 — глава Крымскотатарского фонда культуры;
- 1996—2001 — заведующий отделом газеты «Янъы дюнья»;
- 2001—2005 — заведующий редакционно-издательского отдела Всеукраинского информационно-культурного центра в Крыму, преподаватель кафедры крымскотатарской и турецкой филологии Крымского инженерно-педагогического университета.

Возглавлял Крымскотатарский фонд культуры. С 2001 по 2005 год был сотрудником Всеукраинского информационно-культурного центра.
Умер в городе Симферополь 20 марта 2005 года.

## Творческая деятельность
Член Союза журналистов Узбекистана и Союза журналистов СССР (1986), Национального союза писателей Украины.Заслуженный деятель искусств Украины(2000)
Первый сборник стихов крымскотатарском языке «Ты на море похожа» увидел свет в 1988.
Сочиняя в жанре визуальной и зрительной поэзии, Кандым возродил такие её виды, как палиндром и акростих. Поэтической манере присуща изысканная метафоричность, лиризм, меткость и неожиданность образных ассоциаций, что является следованием традициям восточной орнаментальности.
Совместно с киевским поэтом Николаем Мирошниченко, Юнус Кандым подготовил к печати три тома антологии крымскотатарской литературы: стихи — «Окрушина сонця» и прозы — «Молитва ласточек», что вышли уже после его смерти.

## Переводчество
Кандымов переводил на крымскотатарский язык произведения украинских, российских, белорусских, узбекских, азербайджанских, казахских, каракалпакских поэтов и прозаиков. Кандымов — переводчик произведений Дженгиза Дагджи: с 1992 по 2001 год Кандымов перевёл пять его романов. В творческом наследии видное место принадлежит поэтическим интерпретациям и переводам произведений Т.Шевченко, Леси Украинки, М.Коцюбинского, Н.Вороного, А.Крымского, П.Тычины, В.Сосюры, других поэтов и прозаиков.
Сборники стихов
- 1988 в поэзии — «Ты на море похожа»
- 1997 в поэзии — «Жёлтое мгновение»
- 2001 в поэзии — «Нить надежды»
- 2008 в поэзии — «Сердцем прикрыта земля»
- 2009 в поэзии — «Нет сна в глазах»

### Научно-редакционная деятельность
Юнус Кандымов — автор более тридцати научных статей, в том числе научно-публицистический очерк «Курултай: как это было» и монографию о первом председателе правительства Крымской Народной Республики (1917—1918) Номана Челебиджихана «Не зарастёт травой поле боя…», является составителем и редактором почти двадцати художественных, научно-популярных книг, учебников, учебных пособий и словарей. Он принимал участие во многих конференциях, симпозиумах, которые проводились в Турции, Румынии, странах СНГ.
В научных и публицистических трудах освещал крымскотатарское национально-освободительное движение начала 20 века, деятельность И. Гаспринского, Н. Челебиджихана, А. Озенбашлы, Э. Шемьи-заде.

## Значение творчества
Творчество Кандымова изучают в школах и высших учебных заведениях Крыма, на его стихи написано более тридцати песен, которые пользуются популярностью у слушателей. В 2002 году на сцене Крымскотатарского академического музыкально-драматического театра была поставлена «Лесная песня» Леси Украинки в его переводе («Орман тюркюси»).

## Семья
Жена — Сабрие Кандымова, ведущий редактор редакционно-издательского отдела Всеукраинского информационно-культурного центра. Составитель двух последних сборников поэзии Ю. Кандыма.